# Lenguas ekoides
Las lenguas ekoides (o bantú ekoide) son un complejo dialectal de dilaectos, que incluye al ekajuk y al ejagham (ekoi), hablados principalmente en el sureste de Nigeria y las regiones vecinas de Camerún.
Estas lenguas fueron relacionadas con las lenguas bantúes, aunque su relación no ha sido convenientemente aclarada. Crabb (1969) sigue siendo la monografía más detalladas sobre estas lenguas (aunque necesitaría revisión, la segunda parte de este trabajo que contenía análisis gramaticales, todavía permanece inédita). Crabb también repasa la literatura sobre las lenguas ekoides hasta 1969.

## Clasificación
Ethnologue incluye una lista con las siguientes variedades ekoides, cuyo estatus como lenguas independientes está pendiente de verificar. Las divisiones propuestas se toman de Watters (1978) y Yoder et al. (2009).
- Ndoe
- Ekoide nuclear
  - Ejagham (Ekoi)
  - Efutop–Ekajuk: Efutop, Nde, Abanyom, Nkem-Nkum, Ekajuk–Nnam

## Descripción lingüística

### Fonología
Para el proto-ekoide se he reconstruido un sistema vocálico de siete vocales *i e ɛ a ɔ o u/ y se cinco tonos (alto, bajo, ascendente, descendente, escalón), aunque los tonos ascendente y descendente tal vez puedan ser analizados como tonos compuestos. El inventario consonántico sería:
|             | Labial | Alveolar | Palatal | Velar   | Labio- velar |
| ----------- | ------ | -------- | ------- | ------- | ------------ |
| Nasal       | *m     | *n       | *ɲ ~ *ŋ | *ɲ ~ *ŋ | *ŋm          |
| Oclusiva    | *p *b  | *t *d    | *tʃ *dʒ | *k *ɡ   | *kp *ɡb      |
| Fricativa   | *f *v  | *s *z    | *ʃ      |         |              |
| Aproximante | *β     | *l *r    | *j      | *ɣ      | *w           |
[ɲ] aparece a principio de palabra, [ŋ] en medio de palabra y al final.